# Piotr Falkenhagen-Zaleski
Piotr Falkenhagen-Zaleski (ur. 1809, zm. 1883) – finansista, ekonomista, działacz Towarzystwa Rolniczego, powstaniec listopadowy, działacz emigracyjny.

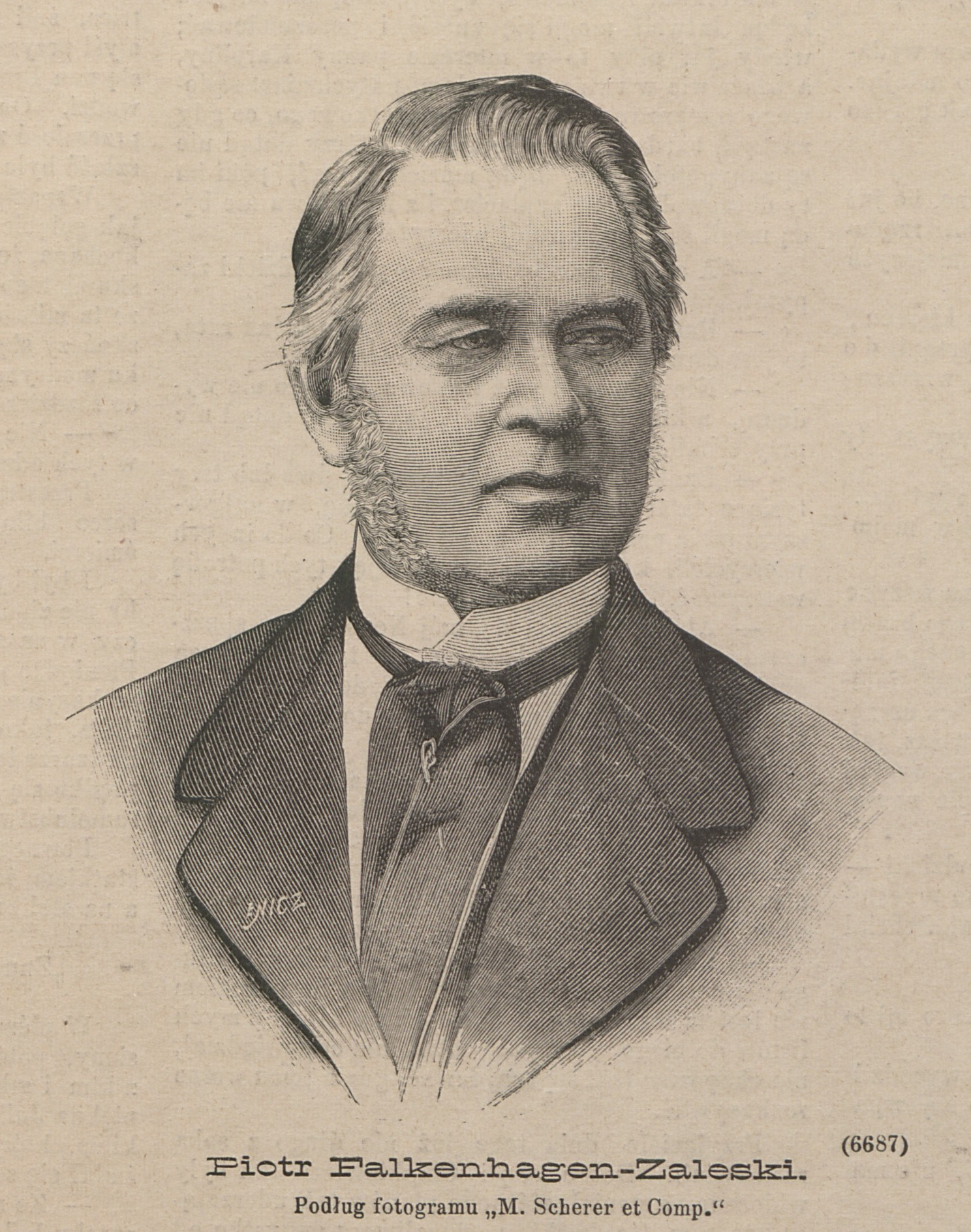
Piotr Falkenhagen-Zaleski

Po upadku powstania listopadowego wyemigrował do Wielkiej Brytanii. W 1833 roku, razem z Feliksem Napoleonem Żabą, redagował i wydawał czasopismo The Polish Exile. Wraz z kartografem Janem Marcinem Bansemerem wydał w 1837 r. w Londynie Atlas geograficzno-historyczny, zawierający 8 map historycznych przedstawiających Polskę w różnych latach okresu 1772–1831.
Po śmierci Adama Mickiewicza jeden z organizatorów pomocy dla osieroconych dzieci wieszcza, opiekun jego najmłodszego syna – Józefa. Siostrą Piotra Falkenhagen-Zaleskiego była Zofia Dąbrowska (z Falkenhagenów), matka Jarosława Dąbrowskiego i Teofila Dąbrowskiego. Wraz z żoną Marią Piotr Falkenhagen-Zaleski zajmował się wychowaniem dwóch najstarszych synów Jarosława Dąbrowskiego i Pelagii Zgliczyńskiej: Piotra Sławomira (1866–1920) i Wacława.
Na emigracji był politycznie związany z Familią księcia Adama Jerzego Czartoryskiego.